# Alexis Gellibert des Seguins
Pour les articles homonymes, voir Famille Gellibert des Seguins.
Alexis Gellibert des Seguins est un homme politique français né le 6 décembre 1785 à Juignac (Charente) et mort le 15 juillet 1859 à Roussines (Charentes).

## Biographie
Alexis est le fils de Jean Paul Gellibert et de Marie Cadiot. Médecin à Angoulême, Alexis Gellibert fut élu député en tant que candidat des libéraux angoumoisins lors du scrutin de 1827. Siégeant au centre-gauche, il fut l'un des signataires de l'adresse des 221 (1830). Réélu en 1830, il adhéra à la Monarchie de Juillet et conserva son siège jusqu'en 1834. Il fut ensuite nommé maire d'Angoulême de 1835 à 1837.

## Sources
- « Alexis Gellibert des Seguins », dans Adolphe Robert et Gaston Cougny, Dictionnaire des parlementaires français, Edgar Bourloton, 1889-1891 [détail de l’édition]